# Золота обитель Будди Шак’ямуні
46°18′34″ пн. ш. 44°16′17″ сх. д. / 46.309313888889° пн. ш. 44.271522222222° сх. д.
Золота обитель Будди Шак'ямуні (калм. Бурхн Багшин алтн сүм) — буддистський монастир гелуг в Елісті, столиці Республіки Калмикія, суб'єкта Російської Федерації. Храм є найбільшим буддійським храмом Східної Європи, а також містить третю за величиною (9 метрів) статую Будди в Європі, поступаючись лише десятиметровому Будді Міро в Парижі та статуї Будди в Лагані висотою 12.5 метрів. 14-й Далай-лама благословив місце майбутнього храму під час свого візиту в Елісту у листопаді 2014 року. Храм було відкрито 27 грудня 2005 року.